# Itä-Uusimaa

Lage von Itä-Uusimaa / Östra Nyland in Finnland

Wappen von Itä-Uusimaa / Östra Nyland, 1997–2010:
In Blau drei senkrechte schwebende silberne Flammenwellen balkenweise gestellt

Itä-Uusimaa [ˈitæˌuːsimɑː] (finnisch) oder Östra Nyland [ˈœstra ˈnyːland] (schwedisch, beides wörtlich ‚Ost-Neuland‘) war eine von 1997 bis 2010 bestehende Gebietskörperschaft im Südosten Finnlands. Sie wurde 1997 als eigenständige Landschaft (maakunta / landskap) aus der Landschaft Uusimaa herausgelöst und nach einem Beschluss der finnischen Regierung zum Jahresbeginn 2011 wieder mit dieser vereinigt.
Itä-Uusimaa umfasste sieben Gemeinden mit einer Gesamtfläche von 5.499,47 km²; Hauptstadt war Porvoo (schwedisch Borgå). 
| 1. Askola (4.834) 2. Lapinjärvi (Lappträsk) (2.927) 3. Loviisa (Lovisa) (15.727) 4. Myrskylä (Mörskom) (2.021) 5. Porvoo (Borgå) (48.608) 6. Pukkila (2.004) 7. Sipoo (Sibbo) (18.047) | Die Gemeinden von Itä-Uusimaa / Östra Nyland |

(Städte sind fett gedruckt; der Name ist in der jeweiligen Mehrheitssprache angegeben, bei zweisprachigen Gemeinden steht der Name in der Minderheitssprache in Klammern. Einwohnerzahlen zum 31. Dezember 2009):
Der Anteil der Finnlandschweden an den zuletzt rund 95.000 Einwohnern der Landschaft lag mit rund 30 % deutlich höher als in der alten und neuen Landschaft Uusimaa, wo er bei ca. 9 % liegt.